# Carl Knauf

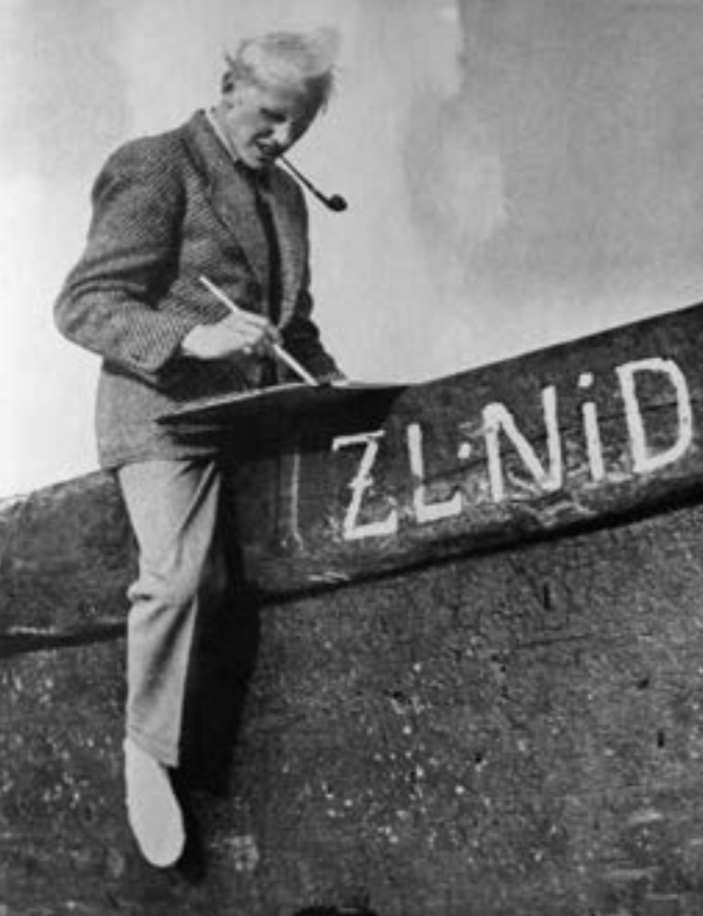

Das Carl-Knauf-Haus in Nidden auf der Kurischen Nehrung.

Carl Knauf (* 1893 in Godesberg; † 1. April 1944 in Nidden) war ein deutscher spätimpressionistischer Landschaftsmaler.

## Leben
Carl Knauf wurde 1893 in Godesberg am Rhein geboren, studierte an der Düsseldorfer Kunstakademie, 1921 stellte er in Königsberg im Rahmen der Jahresausstellung des Kunstvereins aus und war dort 1943 nochmals in einer Ausstellung vertreten. 1928 stellte Carl Knauf im „Kunstschaufenster“ in Memel aus und 1932 fand in der Stadt eine große Einzelausstellung statt.
Er wohnte und arbeitete ab 1931 bis zu seinem Tod 1944 in Nidden in einem eigenen Sommerhaus auf dem „Schwiegermutterberg“, das von dem Memeler Architekten Herbert Reissmann entworfen worden war und in der Sowjetzeit als Försterei diente. Vorher wohnte er in Königsberg, in der Tragheimer Gartenstraße 1a im dritten Stock. Als er 1944 in Nidden starb, wurde er neben dem Grab von Hermann Blode (1862–1934), dem Mäzen der Künstler in der Kolonie, beigesetzt.
In Nidden hatte sich eine Künstlerkolonie zusammengefunden, zu der u. a. Max Pechstein, Karl Schmidt-Rottluff und Lovis Corinth zählten. Im Unterschied zu Ernst Mollenhauer, der von 1924 bis Januar 1945 dauerhaft in Nidden lebte und in vielem die Entwicklung der Künstlerkolonie mit bestimmte, blieb Knauf später wenig bekannt. Seine Bilder werden sporadisch im Kunsthandel zu bisher eher mäßigen Schätzpreisen angeboten. Knauf war mit Friedel Knauf, geb. Riefenstahl aus Danzig, verheiratet. Sie starb am 23. Dezember 1953 in Erlangen. Ihre Ehe blieb kinderlos.
Bis heute fehlen Quellen und Forschungen über diesen Maler, der zwischen etwa 1920 und 1944 mehr Bilder von Nidden und der Region um das Kurische Haff gemalt haben dürfte als kaum ein anderer.

## Bilder
Gelegentlich auftauchende Arbeiten Knaufs zeigen neben Motiven von der Kurischen Nehrung und aus dem Memelland ebenso solche aus dem Rheinland, der Alpenregion, Italien und Nordafrika.
Arbeiten des Malers befinden sich im Ostpreußischen Landesmuseum in Lüneburg und in verschiedenen Privatsammlungen.

## Ausstellungen (Auswahl)
- „Carl Knauf – Licht über Sand und Haff“ (2017/2018) (mit Katalog), im Ostpreußischen Landesmuseum[5]
- „Künstlerkolonie Nidden – Carl Knauf (1893–1944)“ (2024/2025), im Kunstkaten Ahrenshoop